# Приказка без край (филм)
Тази статия се отнася за филма от 1984 г. За книгата на Михаел Енде вижте Приказка без край
Приказка без край (на английски: The NeverEnding Story; на немски: Die Unendliche Geschichte) е фентъзи филм от 1984 г., направен по адаптация на едноименната книга на германския писател Михаел Енде от 1979 г. Филмът е продуциран и режисиран от известния германски режисьор Волфганг Петерсен. Бюджетът на филма е около 27 млн. долара.
Темата е изпълнена от Limahl.

## Сюжет
Бастиян Букс (в книгата на Енде името е Бастиян Балтазар Букс) е мечтателно момче. Един ден, преследван от побойници, той попада в книжарницата на господин Кореандър. Той пожелава книгата („Приказка без край“), която господин Кореандър чете, и я взема, въпреки предупрежденията на книжаря. Когато стига до училище, Бастиян открива, че е закъснял, отива на тавана и започва да чете.
Приказната страна Фантазия е в беда. Странна сила, наричана „Нищото“, настъпва от всички страни и унищожава всичко. Обитателите на Фантазия търсят помощ от своята владетелка, Детската царица, но тя е смъртно болна. Младият Атрею е изпратен да потърси лекарство и преживява многобройни приключения.
Докато чете, Бастиян осъзнава, че ключът към спасението на Фантазия се крие в него самия.

## Главни герои
- Бастиян Букс (Барет Оливър): Момче с развито въображение, което открадва вълшебната книга „Приказка без край“ от книжарницата на господин Кореандър. Скоро след като започва да я чете, разбира, че от него зависи спасяването на Фантазия.
- Атрею (Ноа Хатауей): Главният протагонист в „Приказка без край“, десетгодишен индианец. Изпратен е с коня си Артекс да търси лекарство за Детската царица, която е болна.
- Детската царица (Тами Стронач): Владетелката на Фантазия. Смъртно болна, заради появата на Нищото.
- Драконът на щастието: Спасява Атрею от Гморк в Блатата на Скръбта и става негов приятел и спътник.
- Гморк: Върколак, който преследва Атрею, за да му попречи да спре Нищото.
- Нищото: Тайнствена тъмна сила, която разрушава Фантазия. Създадено е от нещастието на онези, които нямат надежди и мечти. Единственият начин да бъде унищожено е Детската царица да получи ново име от човешко дете.
- Господин Кореандър (Томас Хил): Собственик на книжарница. Той забранява на Бастиян да взема „Приказка без край“, но момчето не го послушва, като обещава да я върне.
- Господин Букс (Джералд МакРейни): Бащата на Бастиян, който е вдовец и се безпокои за детинското поведение на сина си.
- Побойниците: Три момчета-побойници, които не харесват Бастиян и го преследват. В края на филма Бастиян успява да получи възмездие с помощта на Дракона на Щастието.

## „Приказка без край“ в България

### Александра Филмс
През 1996 г. филмът е дублиран с войсоувър дублаж на VHS касета, издадена от Александра Филмс. В него участват Живка Донева, Борис Чернев и Светозар Кокаланов.

### БНТ (първи дублаж)
„Приказка без край“ е излъчен по Канал 1 с дублаж на български. Екипът се състои от:
| Изпълнителен продуцент | Тодор Игнатов                                                                      |
| Превод                 | Веселина Пършорова                                                                 |
| Режисьор на дублажа    | Петя Силянова                                                                      |
| Тонрежисьор            | Светозар Илиев                                                                     |
| Озвучаващи артисти     | Живка Донева Мая Добрева Румен Рачев Иван Петрушинов Кирил Бояджиев Татяна Петрова |

### БНТ (втори дублаж)
През януари 2013 г. е излъчен по БНТ 1 с нов дублаж.
| Превод              | Николай Кирилов                                                             |
| Редактор            | Мая Делева                                                                  |
| Тонрежисьор         | Елена Симеонова                                                             |
| Режисьор на дублажа | Лилия Константинова                                                         |
| Озвучаващи артисти  | Даниела Горанова Даринка Митова Симеон Владов Христо Узунов Момчил Степанов |

### Андарта Студио
На 12 декември 2020 г. е излъчен по FOX с нов дублаж.
| Превод              | Пламен Узунов                                                                  |
| Редактор            | Даниела Димитрова                                                              |
| Тонрежисьор         | Галина Наумова                                                                 |
| Режисьор на дублажа | Чавдар Монов                                                                   |
| Озвучаващи артисти  | Ева Демирева Росица Александрова Никола Стефанов Христо Узунов Момчил Степанов |